# Біла Криниця (притока Збруча)
Біла Криниця — річка в Україні, в Чортківському районі Тернопільської області, права притока Збруча (басейн Дністра).

## Опис
Довжина річки приблизно 6 км. Висота витоку над рівнем моря — 280 м, висота гирла — 257 м, падіння річки — 23 м, похил річки — 3,84 м/км.

## Розташування
Бере початок на південний схід від села Монастирихи. Тече переважно на південний схід і в селі Кокошинці впадає у річку Збруч, ліву притоку Дністра.